# Ла-Калера (Кордова)
Ла-Калера (исп. La Calera) — город и муниципалитет в департаменте Колон провинции Кордова (Аргентина). Название происходит от испанского слова калиса (исп. caliza), означающего «известняк»: в этих местах добывали камни и известь для строительства домов в городе Кордова.

## История
В XVIII веке в этих местах иезуиты создали несколько ферм, одна из которых носила название «Ла-Калера». В конце XVIII века, когда королевским указом иезуиты были изгнаны из испанских владений, фермы перешли в частные руки.
1 июня 1970 года на город Ла-Калера совершила налёт террористическая организация «Монтонерос» (операция Toma de La Calera).